# Rexhep Maçi
Rexhep Maçi (* 1912; † 1980) war ein albanischer Fußballspieler.

## Karriere
Maçi begann in den späten 1920er-Jahren mit dem Fußballspielen. 1930 wurde er Teil des Kaders von SK Tirana. Er nahm im Frühjahr und Frühsommer 1930 mit SK Tirana an der ersten albanischen Fußballmeisterschaft teil, der Kategoria e Parë 1930. Mit SK Tirana gewann er den ersten Meisterschaftstitel. Maçi hatte in zehn Spielen drei Tore erzielt und wurde zusammen mit seinem Teamkollegen Emil Hajnali Torschützenkönig.
1933 spielte er für KF Skënderbeu Korça und KS Besa Kavaja, als er sich aufgrund seines Studiums in diesen Städten aufhielt. Er wird aber nicht als Teil der Siegermannschaften von 1933 aus Korça oder 1931 und 1932 aus Tirana aufgeführt.
Später war er Schiedsrichter bei Meisterschaftsspielen.